# Thần trụ trời
Thần trụ trời (Hán-Nôm: 神柱𡗶) là vị thần khai thiên lập địa, sáng tạo ra thế giới trong thần thoại Việt Nam (Thần sáng thế). Thần thoại về ông giải đáp được sự tò mò, khám phá thế giới và sự sáng tạo, giải thích những điều mà loài người chưa biết.

## Thần thoại
Thuở ấy, chưa có thế gian, chưa có muôn vật. Trời đất chỉ là một vùng hỗn độn, tối tăm. Bỗng một vị thần khổng lồ xuất hiện. Thần dùng đầu đội trời lên cao. Rồi thần đắp đất đá thành một cái cột để chống trời. Cột càng được đắp lên cao bao nhiêu thì bầu trời càng cao rộng ra bấy nhiêu. Thần hì hục đào đắp để nâng vòm trời lên mãi lên mãi...Có nét tương tự như tích Bàn Cổ Khai Thiên Lập Địa thuở Hồng Hoang mờ mịt chưa phân rõ Trời và Đất theo thần thoại Trung Quốc cổ xưa. 
Từ đó, trời đất mới phân đôi. Đất phẳng như cái mâm vuông, trời tròn như chiếc bát úp. Nơi trời đất giáp nhau gọi là chân trời. Khi trời đất đã ổn định, rạch ròi, thần phá đi cái cột, hất tung đất đá khắp nơi. Vì thế, cột trụ trời bây giờ không còn nữa, nhưng vết tích của cột vẫn còn ở núi Yên Phụ (Kim Môn, Hải Dương). Còn những nơi đất đá văng đến, thì thành núi đồi, gò đống; những chỗ bị đào thì thành biển sâu hồ rộng.
Rồi những thần khác xuất hiện nối tiếp công việc xây dựng nên cõi thế gian này. Các vị thần đó rất nhiều, như thần Sao, thần Sông, thần Núi, thần Biển...
Dân gian đã ghi công của các vị thần này trong câu hát được lưu truyền từ đời này sang đời khác:
- Ông đếm cát
- Ông tát bể
- Ông kể sao
- Ông đào sông
- Ông trồng cây
- Ông xây rú[3]
- Ông trụ trời

Có nơi còn kể tiếp:
- Ông cời cua
- Ông lùa chim
- Ông tìm sâu
- Ông xâu cá.